# Tempesta di ghiaccio (film 1997)
Tempesta di ghiaccio (The Ice Storm) è un film del 1997 diretto da Ang Lee, tratto dall'omonimo romanzo di Rick Moody del 1994.
Presentato in concorso al 50º Festival di Cannes, ha vinto il premio per la migliore sceneggiatura.

## Trama
Nel 1973 a New Canaan nel Connecticut vive una famiglia composta da Ben Hood, sua moglie Elena e i loro figli Wendy (14 anni) e Paul (16 anni). Ben è infelice del suo matrimonio e del suo lavoro e da tempo ha una relazione con Janey Carver, sua vicina di casa, anche lei sposata con Jim e madre di due figli, Mikey e Sandy, che in realtà ha poco interesse per lui. Anche Elena è annoiata della sua vita e si fa tentare dal misticismo mentre la figlia Wendy tenta di scoprire il sesso con Mikey e Sandy. Invece, Paul frequenta un collegio dove si invaghisce di una sua compagna, Libbets Casey, attratta dal suo compagno di stanza Francis Davenport.
Dopo un fallito tentativo di approccio sessuale con Sandy, Wendy riesce con Mikey ma viene scoperta dal padre. Intanto, anche Elena ha scoperto la relazione tra il marito e Janey e, nonostante una furiosa lite, decidono comunque di partecipare a una festa organizzata da alcuni amici di famiglia, scoprendo che in realtà si svolgono nel corso della serata scambi di coppie: gli uomini infatti dovranno lasciare le loro chiavi su una ciotola che poi dovranno essere scelte dalle donne e così il mazzo che prenderanno, sarà dell'uomo con cui dovranno andare. Nella festa ci sono anche Janey e Jim: dapprima pensano di andare via ma poi Ben ed Elena rimangono alla festa dove Ben si ubriaca mentre Janey prende le chiavi di un giovane con cui passa la serata provocando la reazione negativa di Ben che, nel tentativo di protestare ed in preda all'alcol, inciampa e sbatte la testa sul tavolo, reazione che porta Jim a realizzare che sua moglie e Ben hanno una relazione. Preso dall'imbarazzo, Ben si chiude in bagno mentre alla fine della serata, in casa, restano Jim ed Elena che tentano un breve rapporto sessuale nella macchina di lui, ma entrambi non provano piacere e si fermano ma poi Jim decide di riaccompagnarla a casa.
Wendy si reca a casa dei Carver per riprovare con Mikey, ma non lo trova poiché è uscito di casa nonostante fuori sia in corso una tempesta di ghiaccio. Decide così di tentare con Sandy mettendosi a letto e togliendosi i vestiti; decidono di bere una bottiglia di vodka, ma prima che Wendy riesca a sedurlo, i due si addormentano.
Anche Paul è uscito di casa nel corso della tempesta poiché è stato invitato da Libbets nel suo appartamento ma si rende conto che anche Francis è lì; i tre bevono ed ascoltano musica dopodiché Libbets assume numerose pillole che la fanno svenire; dopo averla riposta sul letto, Paul se ne va prendendo il treno.
Durante la tempesta, Mikey nota quanto sono belli gli alberi ed i campi coperti di ghiaccio ma mentre cammina, scivola su una collina ghiacciata e poi si siede su un guard-rail per riposare ma ad un tratto un fulmine colpisce un albero che crollando trancia dei cavi dell'alta tensione che toccando il guard-rail provoca una scossa elettrica su Mikey che resta folgorato e ucciso.
Intanto, l'alba si avvicina e, a causa di un albero abbattuto,  Jim ed Elena restano bloccati e si recano a casa di lui dove Elena scopre Wendy senza vestiti e a letto con Sandy che le ordina di rivestirsi mentre arriva anche Janey che si sdraia sul letto senza nemmeno togliersi i vestiti della festa.
Ben, che aveva passato il resto della serata in bagno, si rimette in macchina per tornare a casa ma scopre il corpo di Mikey per la strada e lo riporta alla casa dei familiari. Mentre Jim e Sandy cadono in disperazione, Janey resta a letto senza preoccuparsi di niente. Qualche ora dopo, Ben, Elena e Wendy si dirigono alla stazione dei treni per prendere Paul, poiché la tempesta ha fatto fermare il treno. Una volta che tutti sono in macchina, Ben scoppia in lacrime venendo tuttavia confortato da Elena.

## Riconoscimenti
- 1998 - Golden Globe
  - Candidatura Migliore attrice non protagonista a Sigourney Weaver
- 1998 - Premio BAFTA
  - Miglior attrice non protagonista a Sigourney Weaver
  - Candidatura Miglior sceneggiatura non originale a James Schamus
- 1997 - Festival di Cannes
  - Premio per la migliore sceneggiatura a James Schamus
  - Candidatura Palma d'Oro a Ang Lee
- 1997 - Chicago Film Critics Association Award
  - Candidatura Miglior regia a Ang Lee
  - Candidatura Migliore attrice non protagonista a Sigourney Weaver
  - Candidatura Miglior fotografia a Frederick Elmes
- 1997 - Satellite Award
  - Candidatura Miglior attrice in un film drammatico a Joan Allen
  - Candidatura Miglior attrice non protagonista in un film drammatico a Sigourney Weaver
  - Candidatura Miglior sceneggiatura non originale a James Schamus
- 1999 - London Critics Circle Film Awards
  - Candidatura Film dell'anno
  - Candidatura Regista dell'anno a Ang Lee
  - Candidatura Attore dell'anno a Kevin Kline
  - Candidatura Attrice dell'anno a Joan Allen
  - Candidatura Sceneggiatore dell'anno a James Schamus
- 1998 - Southeastern Film Critics Association Awards
  - Candidatura Miglior film
- 1998 - AACTA Award
  - Candidatura Miglior film straniero a Ang Lee, Ted Hope e James Schamus
- 1999 - Premio Bodil
  - Miglior film statunitense a Ang Lee
- 1998 - Artios Award
  - Candidatura Miglior casting per un film drammatico a Avy Kaufman
- 1998 - Chlotrudis Awards
  - Candidatura Miglior regia a Ang Lee
  - Candidatura Miglior attrice non protagonista a Christina Ricci
  - Candidatura Miglior fotografia a Frederick Elmes
- 1998 - Florida Film Critics Circle Awards
  - Candidatura Miglior film
- 1998 - Guldbagge Award
  - Miglior film straniero
- 1998 - WGA Award
  - Candidatura Miglior sceneggiatura non originale a James Schamus
- 1998 - Young Artist Awards
  - Candidatura Miglior attore giovane non protagonista a Elijah Wood
  - Candidatura Miglior attrice giovane non protagonista a Christina Ricci
- 1997 - Awards Circuit Community Awards
  - Candidatura Miglior sceneggiatura non originale a James Schamus
  - Candidatura Miglior fotografia a Frederick Elmes
  - Candidatura Menzioni onorevoli
- 1998 - Online Film & Television Association
  - Candidatura Miglior attrice non protagonista a Christina Ricci
  - Candidatura Miglior sceneggiatura non originale a James Schamus
- 1998 - Online Film Critics Society Awards
  - Migliori dieci film
- 1998 - Toronto Film Critics Association Awards
  - Candidatura Miglior regia a Ang Lee
- 1998 - YoungStar Awards
  - Candidatura Miglior attrice giovane in un film drammatico a Christina Ricci